# William Alves
William Augusto Alves Conserva, mais conhecido apenas como William Alves (Marília, 29 de abril de 1987), é um futebolista brasileiro que atua como zagueiro. Atualmente joga no Santa Cruz.

## Carreira

### Início
Nascido em Marília, Alves fez carreira no sul do país, jogando em times de Santa Catarina e do Rio Grande do Sul. Chegou ao Corinthians após boas atuações no Esportivo e no Joinville. Em 2009 foi liberado pelo alvinegro paulista e acertou com o Mogi Mirim, onde ficou até 2010. Ainda em 2010, acertou sua transferência para a equipe do South China, de Hong Kong. Em 2011 voltou ao Brasil para atuar no Rio Branco, do Paraná. Logo após, transferiu-se para a equipe do Feirense, de Portugal, para jogar a temporada 2011–12 da Primeira Liga.

### Santa Cruz
Chegou ao Santa Cruz no dia 31 de janeiro de 2012. Pelo tricolor, foi bicampeão pernambucano em 2012 e 2013.

### Náutico
Após ser eleito o melhor zagueiro do Campeonato Pernambucano de 2013, despertou interesse do clube alvirrubro, que o contratou no dia 28 de maio.

### Paysandu
No dia 13 de dezembro de 2014 acertou com o Paysandu.

### Vitória de Setúbal
No dia 7 de julho de 2015 retornou ao futebol português, desta vez para defender o Vitória de Setúbal.

### Retorno ao Santa Cruz
Em março de 2019, após seis temporadas, acertou seu retorno ao tricolor do Arruda. Estreou no dia 30 de março, com vitória diante do Confiança, pela Copa do Nordeste.

### Concórdia
Em 2022 acertou com o Concórdia para disputar a primeira divisão do Campeonato Catarinense de Futebol.

### Metropolitano
Ainda em 2022 tendo feio um bom campeonato pelo Concórdia indo até as quartas de final, acertou com o Metropolitano para disputar a segunda divisão do Campeonato Catarinense de Futebol e também a Copa Santa Catarina.

## Títulos
Corinthians
- Campeonato Brasileiro - Série B: 2008

Santa Cruz
- Campeonato Pernambucano: 2012 e 2013

Concórdia
- Copa Santa Catarina: 2024

### Prêmios individuais
- Melhor zagueiro do Campeonato Pernambucano:  2013